# Nervo toracico lungo
Il nervo toracico lungo (o nervo di Bell) è un nervo muscolare che origina come ramo collaterale dorsale del plesso brachiale. Nasce dalle radici dei tronchi primari superiore e medio e riceve fibre da C5, C6 e C7. È il secondo nervo toracico posteriore dopo il nervo dorsale della scapola.
Dopo la sua origine, il nervo toracico lungo scende lungo la parete mediale della cavità ascellare e innerva le digitazioni del muscolo dentato anteriore.

## Lesioni
A causa del suo decorso relativamente superficiale, il nervo è abbastanza suscettibile a lesioni da trauma. Può anche essere danneggiato durante interventi chirurgici, in particolare la mastectomia radicale.
I sintomi sono in genere minimi e possono manifestarsi con un dolore bruciante alla spalla.
La lesione del nervo paralizza il muscolo dentato anteriore, provocando scapola alata.